# Avshalom Haviv
Avshalom Haviv (Haifa, 18 de junio de 1926-Acre, 29 de julio de 1947) fue un miembro del Irgún ejecutado por las autoridades británicas de Palestina por su participación en el asalto a la prisión de Acre en mayo de 1947.

## Biografía
Nacido en la ciudad de Haifa, se trasladó con su familia a Jerusalén cuando era un niño.
Se unió a las filas del Irgún Tzvaí Leumí mientras cursaba sus estudios secundarios. Cuando finalizó la secundaria, sirvió durante un año en las filas del Palmaj (unidad de élite de la Haganá) como condición para continuar sus estudios en la Universidad Hebrea de Jerusalén (una ley de la Agencia Judía obligaba a cada joven judío que se graduara en la secundaria a pasar un año trabajando en un kibutz como voluntario o sirviendo en el Palmaj). Cuando retornó a Jerusalén, ingresó a la facultad de humanidades de la Universidad Hebrea y formó parte de una unidad de choque combatiente del Irgún.
En su unidad, tomó parte activa en la realización de diversas y arriesgadas operaciones contra los británicos, como el atentado al Club de Oficiales Goldschmidt.
En el ataque a la prisión de Acre del 4 de mayo de 1947, Haviv comandó la fuerza encargada de cubrir el avance de los irruptores, junto con Yaakov Weiss y Meir Nakar. Durante todo el transcurso de la batalla continuaron luchando y cubriendo la retirada de los fugitivos hasta agotarse las municiones y ser capturados por las fuerzas británicas en el último momento. Los tres militantes fueron conducidos a una corte militar y sentenciados a muerte. El 29 de julio de 1947 Avshalom Haviv fue ahorcado en la prisión de Acre junto con sus dos camaradas Weiss y Nakar. Tenía 21 años de edad cuando falleció.

## Testimonios del juicio y la ejecución
Antes de recibir su sentencia, Avshalom Haviv pronunció una declaración que más tarde sería publicada por Menájem Beguin en su libro La Revuelta:

Una vez que vuestra inteligencia y vuestro valor no os sirvieron para impedir la rotura de las murallas de la bastilla en Eretz Israel, la "inexpugnable" prisión de Acre, la ciega casualidad os proporcionó una gran "victoria" sobre una parte de los prisioneros liberados que se hallaban inermes, en especial sobre nosotros tres, luego de habérsenos agotado las municiones. Esto brindó a vuestros soldados la oportunidad de dar satisfacción ilimitada a sus inclinaciones sádicas y a su complejo de inferioridad. Vuestros soldados se comportaron como buenos discípulos de la tradición nazi. Dispararon contra heridos tirados en la tierra; impidieron durante horas el suministro de cualquier atención médica. También a mí me maltrataron terriblemente. Me amenazaron de muerte, me echaron sogas al cuello, me golpearon con las culatas de los fusiles por todo el cuerpo. Cuando caí sin conocimiento, me vertieron orina, que se mezcló con mi sangre y con arena.

Los cientos de soldados británicos que cayeron prisioneros de nuestras tropas pueden atestiguar que no se les infligió ningún daño físico o moral en el mismo momento en que levantaron las manos en señal de rendición. No obstante, vosotros, "gran civilización de Albión", no tienen reparo alguno en cometer los peores crímenes y torturas contra nuestros prisioneros de guerra cada vez que caen en vuestras manos.

Cuento todo esto no por quejarme ante vosotros. Ni siquiera me ha venido a la mente quejarme ante vosotros. ¡Lejos de mí tal cosa! Pero los pueblos del mundo deben enterarse de las horribles atrocidades que cometen las fieras británicas en nuestro país.

Pero no solo de la lección histórica de pueblos como Irlanda o Estados Unidos no habéis aprendido nada, tiranos británicos; tampoco conocéis el espíritu del hombre libre. Vosotros creéis que mediante una cantidad apropiada de soldados armados o con la ayuda de intrigas puede mantenerse el dominio sobre un país insurreccionado cuyos habitantes ven en vosotros a invasores y ocupantes. Eso es un error fatal. La fuerza bruta o la intriga no se sostendrán bajo ninguna circunstancia frente al espíritu del hombre libre. Ese espíritu obrará maravillas. Se rebelará y luchará aunque lo desprendáis del cuerpo pasajero; pero vosotros, a quienes vuestra necia arrogancia os ha enloquecido, ¿que tenéis en común con el espíritu del hombre dispuesto a dar su vida por la libertad de su gente?

No es extraño, pues, que no comprendáis al espíritu de la nueva generación hebrea. Os preguntáis asombrados: "¿Cómo ha ocurrido que estos judíos a quienes considerábamos cobardes, que fueron durante siglos víctimas de matanzas colectivas, se hayan levantado contra nuestra dominación, asesten golpes a nuestras tropas, se rían de nuestras órdenes y, hallándose a la sombra del patíbulo, desprecien a la muerte?".

Sí, tiranos británicos. Os enfrenta una nación que se ha liberado totalmente del temor. Pues ¿qué hemos de temer? ¿Hemos de temer la muerte cuando somos hijos de un pueblo al que se le han aniquilado millones de hijos sin objeto? Recordando a nuestros hermanos aniquilados -y siempre los recordaremos- estamos agradecidos de que se nos haya concedido el privilegio de pelear por nuestro país y dejar sentado un legado a las generaciones venideras, no de cobardía y matanza, sino de valor y lucha por la liberación.

Vosotros, tiranos británicos, no comprenderéis nunca el alma de los hombres libres que van al encuentro de la muerte, tal como fueron Dov Gruner y sus camaradas, con una canción que brota de su corazón, de un corazón amante y creyente. Y seguramente tampoco comprenderéis cómo es que yo, enfrentando la amenaza de la muerte, alzo mi corazón a mi Dios que está en el cielo en una alabanza de gratitud por habérseme dado el honor de sufrir por mi pueblo y mi país. Por eso todos mis huesos dicen: ¡Bendito seas Tú, Señor, Dios nuestro, Rey del Universo, que nos has hecho vivir y subsistir, y llegar a este momento!
Avshalom Haviv

En el momento en que los tres condenados subieron al patíbulo, un preso judío de Acre, apodado Natán, atestiguó lo que vio y oyó en una carta escrita a Menájem Beguin fechada el 29 de julio de 1947:

Señor comandante, nuestro padre querido:

Esta madrugada, 12 de Ab de 5707 (29 de julio de 1947), ascendieron heroicamente al patíbulo nuestros tres hermanos condenados. Ya ayer sabíamos lo que iba a suceder entre las 4 y las 5 horas. Desde el momento en que llegó el rumor nos manteníamos prendidos a los barrotes de nuestras celdas y, con la respiración contenida, veíamos el movimiento en torno a los condenados, impotentes de hacer nada. El alcalde, oficial Charlton, había abandonado el lugar ya a la tarde; desde entonces no se le vio más. Antes de que anocheciera, llegó una caterva de verdugos del ejército y la policía. En aquellas horas les cambiaron a los condenados todos sus objetos por otros nuevos, luego de una búsqueda minuciosa, y sacaron de la celda a Aziz Mizraji, cuarto condenado a muerte que estaba con ellos. Después entraron autoridades y comunicaron a los condenados que la ejecución de su sentencia se efectuaría entre las 4 y las 5 de la madrugada. Contestaron a eso con un potente canto del Hatikva, con el Alei Baricadot y otros cantos más. Después informaron a gritos que a las 4 se iniciaría la ejecución de la sentencia en el siguiente orden: Avshalom Haviv, Meir Nakar y Yaakov Weiss, y los sentenciados agregaron: "Vengad nuestra sangre".

La respuesta al grito de los camaradas fue: "¡Esforzaos, todos nosotros estamos con vosotros y miles de jóvenes hebreos están con vosotros en su corazón!", a lo que replicaron: "Gracias" y prosiguieron cantando.

A las 2, fue traído de lejos un rabino sefaradita que no conocíamos hasta el momento, quien permaneció en el calabozo un cuarto de hora. A las 4, comenzó Avshalom a cantar el Hatikva, al paso que todos nosotros, pegados a los barrotes, le hacíamos coro vigorosamente. En seguida guardias policiales armados, que se encontraban siempre en el lugar, subieron al cercado de las visitas, próximo a nuestras celdas. A las 4:03 fue ahorcado Avshalom. A las 4:25, nos estremecimos por la potente voz de la canción de Meir, pero nos sumamos a ella con la respiración contenida. Se le ahorcó a las 4:28. A las 5:00, óyose brotar la canción, ahora solo, de Yaakov, a la que nos unimos también esta vez. Al cabo de dos minutos, fue ahorcado. Los cadáveres estuvieron colgados veinte minutos cada uno y se los quitó separadamente del calabozo.

Sirvieron de verdugos principales Hackett, inspector de cárcel, y el capitán Clough (alcalde de la cárcel de Shejem, verdugo al mismo tiempo de Dov y sus camaradas). A la mañana temprano, comunicamos a la alcaldía, por intermedio del oficial árabe de la zona, que no nos hacíamos responsables por la vida de ningún inglés que entrara hoy en el patio. Proclamamos un ayuno y oraciones. A la mañana siguiente, encontramos escrito en las paredes de la celda de los condenados: "No fácilmente ni con horcas amedrentarán a la juventud hebrea de la patria: por nuestras huellas, irán miles".

Igualmente estaba en la celda el emblema del Irgún y los nombres de los tres condenados en el orden de ejecución. Incluimos una parte adjunta del diario de Avshalom escrito en el calabozo.

Así vivieron en las celdas de la muerte, los mártires patriotas de nuestra generación. Y así fueron al encuentro de la muerte: con un saludo a la familia combatiente, con un saludo al pueblo insurreccionado, con fe en la victoria, con música en el corazón, con una canción en los labios. Y todos ellos cantaron. Marchó Dov hacia el patíbulo y cantó: "Ser un pueblo libre en nuestra tierra". Marcharon Iejiel y Mordejai, Eliezer, Avshalom, Yaakov y Meir, y todos ellos cantaron: "Ser un pueblo libre en nuestra tierra". Y hubo una noche en Jerusalén y hubo dos noches en Acre. El canto brotó desde las profundidades y se transportó a las alturas. "Ser, ser un pueblo libre en nuestra tierra".

Soldados del Irgún Tzvaí Leumí ascienden al patíbulo. Rebeldes van a morir. Y un canto brota de entre las murallas de la bastilla, un canto asciende de las gradas del patíbulo y se derrama por el orbe. Lo oyen tiranos en sus fortalezas y tiemblan sus corazones. Lo oyen oprimidos en su aflicción y se ensanchan sus corazones. "Aún no se ha perdido nuestra esperanza". Y el canto asciende. Acre canta. La celda de la muerte canta. La bastilla y el patíbulo están envueltos en la llama del canto: "Ser, ser un pueblo libre en nuestra tierra".

¿Puede acaso oprimirse a una nación cuyos hijos cantan de esa manera en su muerte y mueren así en su canto? La esclavitud no tiene porvenir en esta tierra. La libertad vencerá. Lo mismo que los mártires patriotas vencieron a la muerte y vivirán eternamente.

La escala del heroísmo de la generación de la rebelión fue creciendo cada vez más. A nuestra vista ocurrirá un milagro que no habríamos imaginado nunca. Y somos demasiado chicos para captar todo su significado histórico.

Durante setenta generaciones habíamos doblado la espalda e inclinado la cabeza. Habíamos sido esclavos. Pero el día en que nos rebelamos llegó en su máximo esplendor. Y se renovó el alma de nuestros hijos. Surgió una generación nueva y dio de su sangre sin tasa, sin queja, sin reserva. Y la sangre se convirtió en rocío. Rocío del heroísmo. Y el rocío descendió por las noches y besó los terrones de nuestra tierra en la montaña, en la llanura y en el valle. Todos nuestros hijos se abrevaron en él, también sin saberlo, aún sin confesarlo.

Rocío del heroísmo de los rebeldes, en la clandestinidad, en el peligro, en la cárcel, en el exilio, en la cámara de torturas, en la celda de la muerte, en la batalla, en el patíbulo… ¡Bendito sea el rocío! Porque su fruto es de bendición!

## Consecuencias

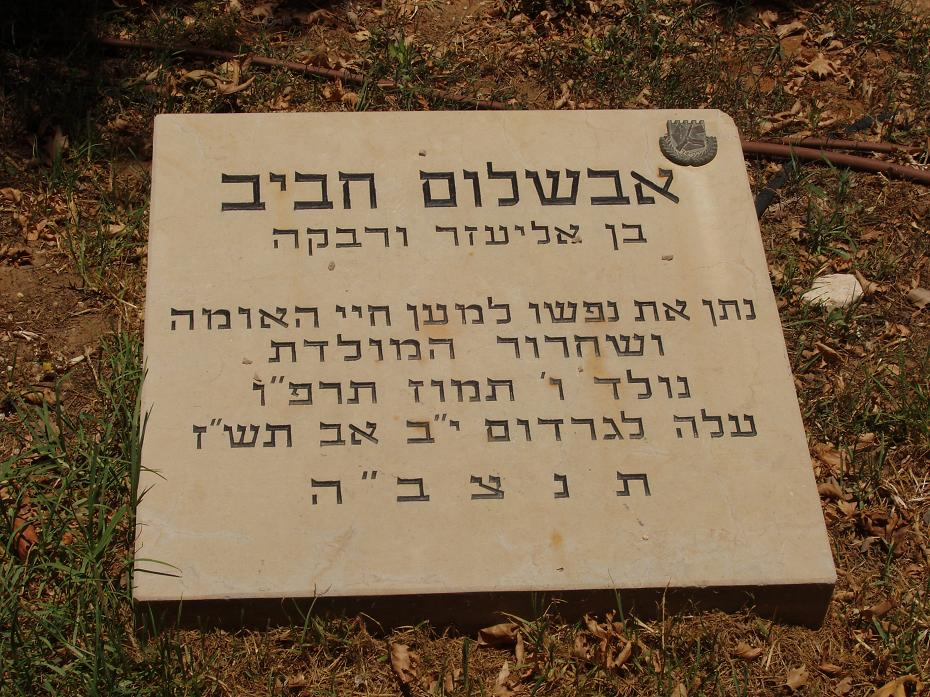
Memorial dedicado a Avshalom Haviv.

Como consecuencia de este suceso, cumpliendo la advertencia que había realizado el Irgún con respecto al ahorcamiento de sus integrantes encarcelados, se procedió a ejecutar en un bosque a los dos agentes británicos que habían sido previamente secuestrados pocos días atrás en las inmediaciones de Netanya, en lo que se conoce como el caso de los sargentos.